# Победное (Минская область)
Побе́дное (бел. Пабе́днае) — деревня в составе Добринёвского сельсовета Дзержинского района Минской области Беларуси. Деревня расположена в 22 километрах от Дзержинска, 34 километрах от Минска и 9 километрах от железнодорожной станции Фаниполь.

## Название
Топоним Победное и схожие с ним Побе́дная (бел. Пераможная), Побе́да (бел. Пабеда, Перамога), Красная Победа (бел. Чырвоная Перамога), Победи́тель (бел. Пераможац) являются мемориальными, данные в честь победы Советского Союза в Великой Отечественной войне.

## История
В конце XVIII века известна как застенок Ракоедовщина в Минском повете Минского воеводства Великого княжества Литовского, владение Радзивиллов. После второго раздела Речи Посполитой (1793 год) в составе Российской империи. В 1800 году — 14 дворов, 61 житель, собственность князя Доминика Радивила. В 1840 году застенок находился во владении Л.П. Витгенштейна, в это время имение арендовалось помещиком И. Богдашевским. В застенке действовала православная часовня и питейный дом. В конце XIX век—начале XX века деревня находилась в составе Самохваловичской волости Минского уезда Минской губернии. В 1917 году в застенке насчитывалось 8 дворов, проживали 37 жителей. 
С 9 марта 1918 года в составе провозглашённой Белорусской Народной Республики, однако фактически находилась под контролем германской военной администрации. С 1 января 1919 года в составе Советской Социалистической Республики Белоруссия, а с 27 февраля того же года в составе Литовско-Белорусской ССР, летом 1919 года деревня была занята польскими войсками, после подписания рижского мира — в составе Белорусской ССР.
С 20 августа 1924 года в составе Рубилковского сельсовета (который с 23 марта 1932 года по 14 мая 1936 года являлся национальным польским сельсоветом)  Самохваловичского района, с 18 января 1931 года в составе Койдановского района Минского округа. 15 марта 1932 года Койдановский район преобразован в Койдановский польский национальный район, который 26 июня был переименован в Дзержинский.  31 июля 1937 года Дзержинский национальный полрайон был упразднён, Белицковщина перешла в состав Минского района Минского округа, с 20 февраля 1938 года — в составе Минской области. 4 февраля 1939 года Дзержинский район был восстановлен. В 1926 году, по данным первой всесоюзной переписи в деревне проживали 25 жителей, насчитывалось 7 дворов, на хуторе — 1 двор, 8 жителей. В годы коллективизации в деревне был организован колхоз. 
В Великую Отечественную войну с 28 июня 1941 года до 6 июля 1944 года под немецко-фашистской оккупацией. Во время войны на фронте погибли 2 жителя деревни. 
В 1960 году в деревне проживает 81 житель, входила в колхоз «Коминтерн» (центр — д. Томковичи). 30 июля 1964 года деревня Ракоедовщина, указом Президиума Верховного Совета БССР была переименована в Победное. В 1991 году в Победном насчитывалось 50 придомовых хозяйств, проживали 155 жителей. По состоянию на 2009 год в составе ОАО «Правда-Агро» (центр — д. Боровики), в деревне проживают 118 жителей, насчитывается 38 хозяйств. 28 мая 2013 года деревня была передана из состава упразднённого Рубилковского сельсовета в Добринёвский сельсовет.

## Улицы
По состоянию на ноябрь 2019 года в Победном насчитывается три улицы:
- Центральная улица (бел. Цэнтральная вуліца);
- Новая улица (бел. Новая вуліца);
- Зелёная улица (бел. Зялёная вуліца).

## Население
| Численность населения (по годам) | Численность населения (по годам) | Численность населения (по годам) | Численность населения (по годам) | Численность населения (по годам) | Численность населения (по годам) | Численность населения (по годам) | Численность населения (по годам) | Численность населения (по годам) |
| 1800                             | 1909                             | 1917                             | 1926                             | 1960                             | 1991                             | 1997                             | 1999                             | 2004                             |
| -------------------------------- | -------------------------------- | -------------------------------- | -------------------------------- | -------------------------------- | -------------------------------- | -------------------------------- | -------------------------------- | -------------------------------- |
| 61                               | ↘42                              | ↘37                              | ↘33                              | ↗81                              | ↗155                             | ↘142                             | ↘141                             | ↘111                             |
| 2009                             | 2017                             | 2018                             | 2020                             | 2022                             |                                  |                                  |                                  |                                  |
| ↗118                             | ↘117                             | ↘107                             | ↘99                              | ↘93                              |                                  |                                  |                                  |                                  |

## Инфраструктура
Деревня располагается на пересечении автодорог Н8442 (Каменное—Томковичи—Победное), Н9531 (Негорелое—Самохваловичи), Н8397 (Победное—Шикотовичи), в 1,5 километрах от Победного располагается развязка с автомагистралью М1 (Брест—Москва).
От деревни регулярно следует автобусный маршрут на Дзержинск, Боровики и Фаниполь, а также маршрутное такси на Станьково и Минск.